# Tropic Holiday
Tropic Holiday ist eine US-amerikanische Filmkomödie aus dem Jahr 1938.

## Handlung
Der Produzent Sol Grunnion schickt seinen Autor Ken Warren nach Mexico, der sich dort für ein neues Drehbuch inspirieren lassen soll. Während sich Kens Sekretärin Midge Miller in den charmanten Barden Ramon verliebt, fühlt sich Ken zur schönen attraktiven Manuela hingezogen. Ihre Beziehung gibt ihm Stoff für das Drehbuch und gleichzeitig Einblick in die wahre Bedeutung des Wortes Liebe.
Breck Jones, Midges Freund von Kindheitstagen an, kommt nach Mexico nach, um Midge einen Heiratsantrag zu machen. Doch Midge sagt ihm, sie sei nur an tapferen Männern interessiert, die mit ihr mithalten können. Ihr Versuch, Ramon damit zu beeindrucken, dass sie Stierkampf lernt, ist erfolglos. Ken gibt Breck den Rat, eine Selbstmordszene aus einem Film zu imitieren, um Midges Interesse zu wecken. Doch Midge zeigt sich unbeeindruckt. Breck wird von einem Fischer aus dem Meer gezogen. Auch ein „Kampf“ mit ein paar bezahlten Einwohnern scheitert, da Breck wegen der Schlägerei, bei der ein Torero verletzt wird, in Haft genommen wird. Der Ausrichter des Stierkampfes, Barrera, erfährt von der Verletzung seines Toreros und erpresst Midge. Sie soll nun in die Arena, ansonsten wird Breck im Gefängnis bleiben. Midge akzeptiert.
Marilyn Joyce, Kens Verlobte, reist an und will Ken zurück nach Hollywood bringen, damit sie dort heiraten können. Zwar gesteht Marilyn ein, dass sie Ken nicht liebt, doch befürchtet sie schlechte Publicity, sollte bekannt werden, dass er sie zu Gunsten einer mexikanischen Unbekannten hat fallen lassen. Zur gleichen Zeit wird der Stier Furioso in die Arena gebracht. Midge kann dem Tier immer wieder ausweichen, der mit der Zeit rasend vor Wut wird und aus der Arena aus- und durch die Wand des benachbarten Gefängnisses bricht. Der Stier erscheint wieder, diesmal mit Breck auf seinem Rücken, der das Tier beruhigen kann. Nun ist Breck Midges Held, der nun Marilyn mit Ramon bekannt macht, damit Ken weiterhin bei Manuela bleiben kann.

## Auszeichnungen
Boris Morros erhielt 1939 eine Oscar-Nominierung in der Kategorie Beste Filmmusik.

## Hintergrund
Der Film feierte am 29. Juni 1938 in New York seine Premiere.
Der für den Oscar nominierte Boris Morros war der musikalische Direktor der Produktion der Paramount Pictures. Die Kostüme stammten von Edith Head, Choreograf der Tanznummern war LeRoy Prinz, für die Kamera-Effekte zeichnete Farciot Edouart verantwortlich.